# Theo-Ben Gurirab
Theo-Ben Gurirab (ur. 23 stycznia 1938 w Usakos, zm. 14 lipca 2018 w Windhuk) – namibijski polityk, minister spraw zagranicznych w latach 1990–2002, premier Namibii w latach 2002–2005, przewodniczący Zgromadzenia Narodowego w latach 2005–2015.

## Życiorys
Theo-Ben Gurirab urodził się w Usakos w regionie Erongo. W 1960 zdobył dyplom Augustineum Training College w Okahandja. W 1969 ukończył nauki polityczne na Temple University w Pensylwanii w USA. Od 1970 do 1971 studiował podyplomowo na tejże uczelni stosunki międzynarodowe. Później został także doktorem honoris causa Uniwersytetu Namibii.
Theo-Ben Gurirab rozpoczął karierę polityczną w 1962, kiedy wyjechał z Namibii do Tanzanii. Na politycznym wychodźstwie przebywał przez 27 lat. W latach 1964–1972 był przedstawicielem SWAPO w Stanach Zjednoczonych, gdzie rozpoczął również studia. Od 1972 do 1986 pełnił funkcję szefa misji SWAPO przy ONZ. W latach 1986–1990 był sekretarzem SWAPO do spraw zagranicznych.
W 1989 powrócił do Namibii. Od listopada 1989 do marca 1990 był członkiem Zgromadzenia Konstytucyjnego, którego celem było opracowanie konstytucji i organizacja demokratycznych wyborów. Po uzyskaniu niepodległości przez Namibię w marcu 1990, Gurirab wszedł w skład Zgromadzenia Narodowego. Od 1990 do 27 sierpnia 2002 zajmował stanowisko ministra spraw zagranicznych. Od 14 września 1999 do września 2000 pełnił funkcję przewodniczącego Zgromadzenia Ogólnego ONZ. W tym czasie brał udział w pracach nad Deklaracją Milenijną ONZ. Do jego osiągnięć jako ministra spraw zagranicznych należy zakończenie 3-letnich negocjacji z RPA przyłączeniem do Namibii miasta Walvis Bay w 1994.
Od 28 sierpnia 2002 do 21 marca 2005 zajmował stanowisko premiera Namibii. 20 marca 2005 został wybrany przewodniczącym Zgromadzenia Narodowego, niższej izby parlamentu. Pełnił tę funkcję równe 10 lat, po czym przeszedł na emeryturę. Od 2008 do 2011 był także prezydentem Unii Międzyparlamentarnej.
Zmarł w szpitalu w Windhuk 14 lipca 2018.